# City Road (metropolitana di Londra)
City Road è stata una stazione fantasma della Northern Line della metropolitana di Londra, situata nel borgo londinese di Islington. Si trovava fra le stazioni di Old Street e Angel.

## Storia
La stazione fu aperta il 17 novembre 1901 come parte dell'estensione della City & South London Railway dalla stazione di Moorgate verso Angel.
Fin dall'inizio City Road fu poco utilizzata, e si iniziò a discutere della sua chiusura già nel 1908, meno di sette anni dopo che era stata aperta. La stazione era situata a breve distanza sia da Old Street sia da Angel, e si trovava in un'area poco popolata del quartiere di Islington. Ciò nonostante, rimase in funzione fino all'8 agosto 1922, quando l'intera sezione della City & South London Railway a nord di Euston venne chiusa per consentire l'allargamento dei tunnel, dai precedenti 3,2 metri fino al diametro standard dei tunnel della metropolitana (3,56 metri) in modo da poter utilizzare i treni standard, più larghi e lunghi.
Il basso numero di passeggeri non giustificava la spesa richiesta per l'ampliamento delle piattaforme e per l'adeguamento della stazione, e, quando la linea riaprì il 20 aprile 1924, City Road rimase chiusa. Le piattaforme furono rimosse e il pozzo degli ascensori venne convertito in un pozzo di ventilazione. La stazione fu l'unica della linea, fra quelle a doppio tunnel, che non venne ristrutturata.
Durante la Seconda guerra mondiale, City Road fu utilizzata come rifugio antiaereo.
L'edificio di superficie della stazione, situato all'incrocio di City Road e di Moreland Street, costruito secondo il progetto dell'architetto T. Phillips Figgis (che aveva progettato anche la stazione di Angel) rimase intatto fino ai tardi anni sessanta, quando venne demolito, ad eccezione di parte della struttura attorno al vecchio pozzo degli ascensori. Nel tunnel sotterraneo, la sezione che ospitava le piattaforme è visibile dai treni di passaggio.
Nel novembre 2016 è iniziata la demolizione della parte restante dell'edificio di superficie. La demolizione è stata completata nel maggio 2017. Il vecchio pozzo di ventilazione sarà sostituito da una struttura che fungerà da mini centrale termica, sfruttando il calore dissipato dai tunnel della metropolitana per riscaldare i palazzi vicini. La struttura, denominata "Bunhill 2 Energy Centre", è stata inaugurata all'inizio del 2020.

## Incidenti
Il 26 agosto 1916 un passeggero rimase ucciso in un incidente quando una guardia segnalò al conducente del treno di ripartire prima che tutti i passeggeri fossero scesi dal convoglio.